# Eversdorf (Salzwedel)
Eversdorf ist ein Ortsteil der Hansestadt Salzwedel im Altmarkkreis Salzwedel in Sachsen-Anhalt.

## Geographie
Das altmärkische Dorf Eversdorf, ein Rundplatzdorf mit Kirche, liegt etwa sechs Kilometer südwestlich von Salzwedel.

## Geschichte

### Mittelalter bis Neuzeit
Die erste Erwähnung des Dorfes Eversdorf erfolgte im Jahre 1420 als dacz dorff czu Euerstorpp. Markgraf Friedrich belehnte Günzel von Bartensleben mit dem Burglehen zu Tangermünde und Salzwedel und zahlreichen Dörfern in der Altmark. Weitere Nennungen sind 1687 Everstorff und 1804 Eversdorp.
Bei der Bodenreform wurden 1945 ermiitelt: 35 Besitzungen unter 100 Hektar mit zusammen 376 Hektar, der Kirche gehörte ein Hektar, die Gemeinde hatte vier Hektar Landbesitz. Erst im Jahre 1958 entstand die erste Landwirtschaftliche Produktionsgenossenschaft vom Typ III, die LPG „Einheit“.

### Andere Ersterwähnungen
Adolph Friedrich Riedel ordnete die Nennung von in uilla, que Luenthorp aus dem Jahre 1151 dem heutigen Eversdorf zu, indem er Euenthorp? in Klammern dazusetzte. Otto von Heinemann vermutet hier „eher Ebendorf nordnordwestlich von Magdeburg“. Hermann Krabbo meint, der Eintrag sei „vielleicht zu lesen als Bienthorp, dieses gleich Sandbeiendorf bei Wolmirstedt“. Der Historiker Peter P. Rohrlach schreibt: „Bei aller Unsicherheit der Deutung dürfte das vorstehende Eversdorf überhaupt auszuscheiden sein.“ 

### Eingemeindungen
Ursprünglich gehörte das Dorf zum Salzwedelischen Kreis der Mark Brandenburg in der Altmark. Zwischen 1807 und 1813 lag es im Stadtkanton Salzwedel auf dem Territorium des napoleonischen Königreichs Westphalen. Ab 1816 gehörte die Gemeinde zum Kreis Salzwedel, dem späteren Landkreis Salzwedel.
Am 25. Juli 1952 kam die Gemeinde Eversdorf zum Kreis Salzwedel. Am 1. August 1972 erfolgte der Zusammenschluss der Gemeinden Eversdorf und Wieblitz (mit ihren Ortsteilen Groß Wieblitz und Klein Wieblitz) zu Wieblitz-Eversdorf, ebenfalls im Kreis Salzwedel gelegen. Am 1. Januar 2011 wurde die Gemeinde Wieblitz-Eversdorf per Gesetz aufgelöst und nach Salzwedel eingemeindet.
So kam Eversdorf als Ortsteil zu Salzwedel.

### Einwohnerentwicklung
| Jahr | Einwohner |
| ---- | --------- |
| 1734 | 062       |
| 1774 | 063       |
| 1789 | 096       |
| 1798 | 070       |
| 1801 | 084       |
| 1818 | 091       |
| 1840 | 127       |
| 1864 | 162       |
| 1871 | 154       |
| 1885 | 204       |

| Jahr | Einwohner |
| ---- | --------- |
| 1892 | [00]146   |
| 1895 | 205       |
| 1900 | [00]148   |
| 1905 | 202       |
| 1910 | [00]140   |
| 1925 | 250       |
| 1939 | 204       |
| 1946 | 297       |
| 1964 | 219       |
| 2010 | [00]150   |

| Jahr | Einwohner |
| ---- | --------- |
| 2014 | [00]132   |
| 2015 | [00]124   |
| 2020 | [00]127   |
| 2021 | [00]120   |
| 2022 | [00]119   |
| 2023 | [0]121    |

Quelle, wenn nicht angegeben, bis 1964:

## Religion
Die evangelische Kirchengemeinde Eversdorf gehörte früher zur Pfarrei Bombeck. Die evangelischen Christen aus Eversdorf werden heute betreut vom Pfarrbereich Osterwohle-Dähre im Kirchenkreis Salzwedel im Bischofssprengel Magdeburg der Evangelischen Kirche in Mitteldeutschland.

## Kultur und Sehenswürdigkeiten
- Die evangelische Dorfkirche Eversdorf ist ein schmuckloser Fachwerkbau mit Bauinschrift von 1740 der Patrone und Brüder Carl Ludwig und Samuel von dem Knesebeck.[1] Sie ist eine Filialkirche von Bombeck.[16]
- Der alte Friedhof befindet sich auf dem Kirchhof.
- Der Ortsfriedhof liegt am östlichen Ortsausgang.
- In Eversdorf steht an der Kirche ein Denkmal für die Gefallenen des Ersten und Zweiten Weltkrieges, ein Steinquader mit eingelassener Bronzetafel.[18]
- Im Jahre 2015 gab es in Eversdorf ein Dorfgemeinschaftshaus mit 60 Plätzen und eine Gaststätte.[12]